# Living Music
『Living Music』（リビング・ミュージック）は、JFNCが制作し、全国のJFN系列でかつて放送されていたラジオ番組である。

## 出演
- Sascha

## ネット局
以下の情報は2015年6月現在のものであり、放送順。

### 日曜 28:00 - 29:00
- Rhythm Station
- FM-NIIGATA
- FMぐんま
- HELLO FIVE
- FM福井
- FM OSAKA[1]
- FM香川
- FM徳島
- Hi-Six

### 水曜 12:00 - 13:00
- FM-NIIGATA（再放送）

### 土曜 12:00 - 13:00
- FMぐんま（再放送）

### 土曜 26:00 - 27:00
- Air-Radio FM88

### 日曜 08:00 - 09:00
- JOY FM

### 日曜 19:00 - 20:00
- HFM

### 日曜 24:00 - 25:00
- AFB
- ふくしまFM

### 日曜 25:00 - 26:00
- AFM